# Davide Riccardi
Davide Riccardi (18 de julio de 1986) es un deportista italiano que compitió en remo.
Ganó cuatro medallas en el Campeonato Mundial de Remo entre los años 2009 y 2012, y una medalla de oro en el Campeonato Europeo de Remo de 2010.

## Palmarés internacional
| Campeonato Mundial | Campeonato Mundial          | Campeonato Mundial | Campeonato Mundial      |
| Año                | Lugar                       | Medalla            | Prueba                  |
| ------------------ | --------------------------- | ------------------ | ----------------------- |
| 2009               | Poznań (Polonia)            | Medalla de oro     | Ocho con timonel ligero |
| 2010               | Cambridge (Nueva Zelanda)   | Medalla de bronce  | Ocho con timonel ligero |
| 2011               | Bled (Eslovenia)            | Medalla de plata   | Ocho con timonel ligero |
| 2012               | Plovdiv (Bulgaria)          | Medalla de plata   | Ocho con timonel ligero |
| Campeonato Europeo |                             |                    |                         |
| Año                | Lugar                       | Medalla            | Prueba                  |
| 2010               | Montemor-o-Velho (Portugal) | Medalla de oro     | Ocho con timonel ligero |